# Rukwameer

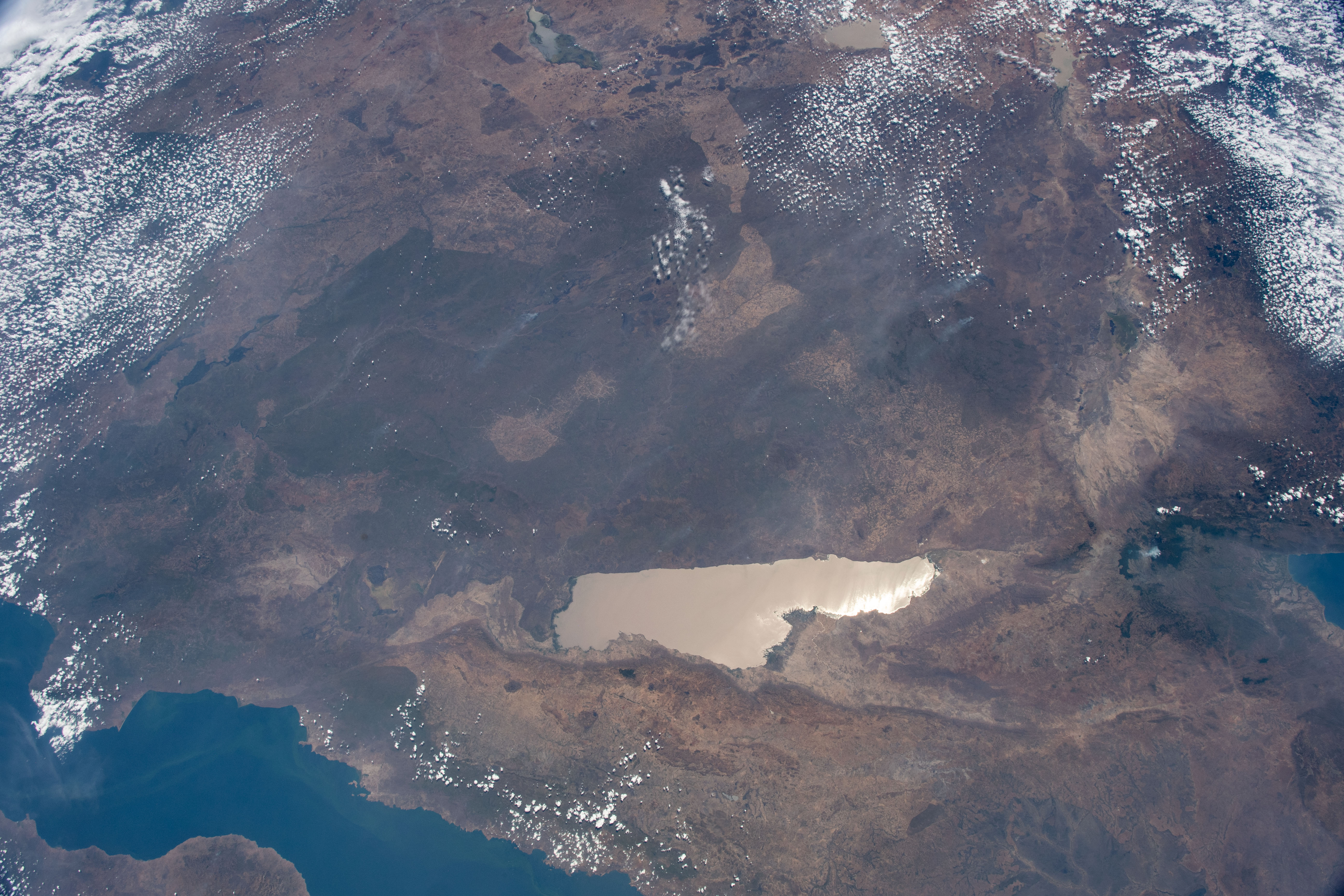
Het Rukwameer (bruin) en het Tanganyikameer (blauw - linksonder) gezien vanuit de ruimte

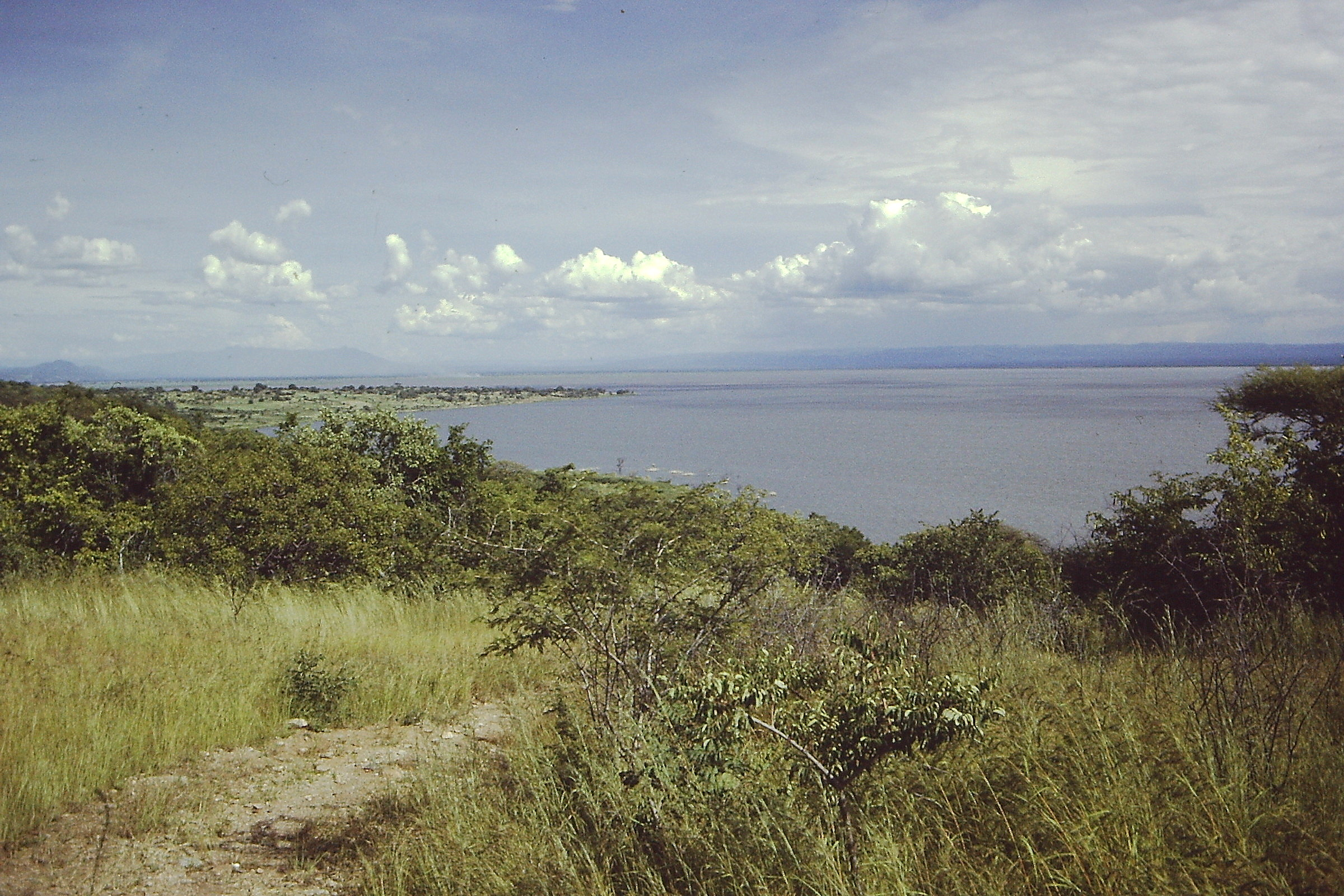
Landschap bij het Rukwameer

Het Rukwameer is een meer in Tanzania met een oppervlakte van ongeveer 2.600 km². 
Het meer ligt in de Rukwavallei, die een gesloten bekken vormt. Daarom varieert de oppervlakte en het volume van het meer sterk met de tijd. Het stroomgebied van de rivieren die uitmonden in het meer bedraagt 80.000 km². Het meer bevindt zich op een hoogte van 800 meter. De Rukwavallei bevindt zich parallel ten oosten van de Riftvallei en het Rukwameer ligt qua lengtegraad tussen het Tanganyikameer en het Malawimeer.
Het is het grootste meer dat zich volledig binnen het grondgebied van Tanzania bevindt en het strekt zich uit over de regio's Katavi, Rukwa en Songwe.
Het is een ondiep meer met een gemiddelde diepte van 3 meter. In het meer leven nijlpaarden en krokodillen en visvangst in het meer is een belangrijke inkomstenbron voor de omwonende bevolking.